# Marcela Lopez
Marcela Lopez (São Paulo, 13 de outubro de 1982) é uma ginasta brasileira. Disputa competições de ginástica aeróbica.
Marcela conquistou quatro medalhas de ouros e uma de bronze em Campeonatos Mundiais.